# Glaucite
Glaucite (in greco antico: Γλαυκύτης?, Glaukýtes; fl. IV secolo a.C.) è stato un ceramista greco antico attivo in Attica.

## Biografia
Glaucite fu attivo intorno alla metà del VI secolo a. C. ed è da assegnare al gruppo di maestri miniaturisti.
Ci restiano di lui tre coppe firmate e decorate a figure nere: la prima (al British Museum) con due scene di combattimento; la seconda (al Museo di Monaco di Baviera), con le raffigurazioni del cinghiale calidonio e di Teseo e il Minotauro; la terza (ai Musei di Berlino), decorata con sole palmette.
Lavorò spesso in collaborazione con il ceramista Archicle.

## Opere
- Coppa al British Museum con due scene di combattimento;
- Coppa al Musei di Monaco di Baviera, con le raffigurazioni del cinghiale calidonio e di Teseo e il Minotauro;
- Coppa ai Musei di Berlino, decorata con sole palmette.